# Поема
Поема (от старогръцки: poiéma) е лиро-епически жанр. Най-опростената характеристика на поемата е „повествование в стихове“. Основен компонент на жанра представлява достойно за описание събитие, в което участват характерни представители на някоя обществена среда.
Като жанр поемата има множество подвидове, които се определят най-вече на тематична основа: лирическа, сатирична, фантастична, историко-героична, романтична, философска, битова. Като поема може да се окачестви и романът в стихове.
Първоначално терминът „поема“ се е отнасял към произведения на митологическия, героическия или дидактическия епос.
Поемата е характерна за българския фолклор. Там най-разпространени видове са юнашката поема (напр. „Крали Марко намира брат си и сестра си“), хайдушка („Стоян и дружината му“), историческа („Погиването на цар Шишман“) и митическа („Лазар и Петкана“).
Като авторска творба поемата бързо се налага в новата българска литература (напр. „Хайдути“ от Христо Ботев и „Грамада“ от Иван Вазов).

## Употреба на термина в българския език
Понеже поемата принадлежи към епоса, определението „епическа поема“ представлява тавтология.
Българското понятие „поема“ не е пълен синоним на английския термин „poem“. Английската дума означава „стихотворение“, докато българският термин означава конкретен вид стихотворна творба (именно повествование в стихове).